# شاخص کانال کالا
شاخص کانال کالا (CCI) اسیلاتوری است که در ابتدا توسط دونالد لمبرت در سال ۱۹۸۰ ارائه شد.
از زمان معرفی، محبوبیت این اندیکاتور هر روز بیشتر شده و اکنون یک ابزار بسیار رایج برای معامله گران در شناسایی روندهای دوره ای نه تنها در کالاها بلکه در دارایی‌ها و ارزها است. CCI را می‌توان با تغییر دوره میانگین به بازه زمانی بازار معامله کرد.

## محاسبه
CCI میزان تغییرات قیمت یک دارایی را از مقداری ثابت محاسبه می‌کند.
CCI به عنوان تفاوت بین قیمت معمول یک کالا و میانگین متحرک ساده آن محاسبه می‌شود، تقسیم بر میانگین انحراف مطلق قیمت معمولی. این شاخص معمولاً با ضریب معکوس ۰٫۰۱۵ مقیاس بندی می‌شود تا اعداد خواناتر ارائه شود:
{\displaystyle CCI={\frac {1}{0.015}}{\frac {p_{t}-SMA(p_{t})}{MD(p_{t})}}}،
برای مقیاس گذاری، لمبرت ثابت را روی ۰٫۰۱۵ تنظیم کرد تا اطمینان حاصل کند که تقریباً ۷۰ تا ۸۰ درصد مقادیر CCI بین ۱۰۰ تا ۱۰۰+ می‌باشد. CCI در بالا و زیر صفر نوسان دارد. درصدی از مقادیر CCI که بین +۱۰۰ و −۱۰۰ قرار دارند به تعداد دوره‌های استفاده شده بستگی دارد. CCI کوتاهتر با درصد مقادیر کمتری بین +۱۰۰ تا -۱۰۰ بی‌ثبات تر خواهد بود. برعکس، هرچه دوره‌های بیشتری برای محاسبه CCI استفاده شود، درصد مقادیر بین +۱۰۰ تا -۱۰۰ بیشتر خواهد بود.